# Lucy Townsend
Lucy Townsend ( 25 de julio de 1781 - 20 de abril de 1847) era una británica abolicionista de la esclavitud. Fundó la primera Sociedad de Damas Antiesclavistas en Birmingham, Reino Unido, titulada Sociedad de Damas para el Socorro de los Esclavos Negros. Aunque la esclavitud había sido abolida en el Reino Unido en 1807, su sociedad fue un modelo para otras en Gran Bretaña y América que hicieron campaña para poner fin a la esclavitud en las Indias Occidentales y en los Estados Unidos. Se considera que el papel de la Sociedad de Damas Británicas en el abolicionismo tuvo un impacto internacional.

## Biografía
La familia de Townsend procedía de Staffordshire. Su padre, William Jesse, era el titular evangélico de la Iglesia de Todos los Santos en West Bromwich. En 1807 se casó con el reverendo Charles Townsend, que era el cura de West Bromwich y un defensor contra la esclavitud. Se convirtieron en padres de seis hijos y ambos se oponían a los deportes crueles así como a la esclavitud.

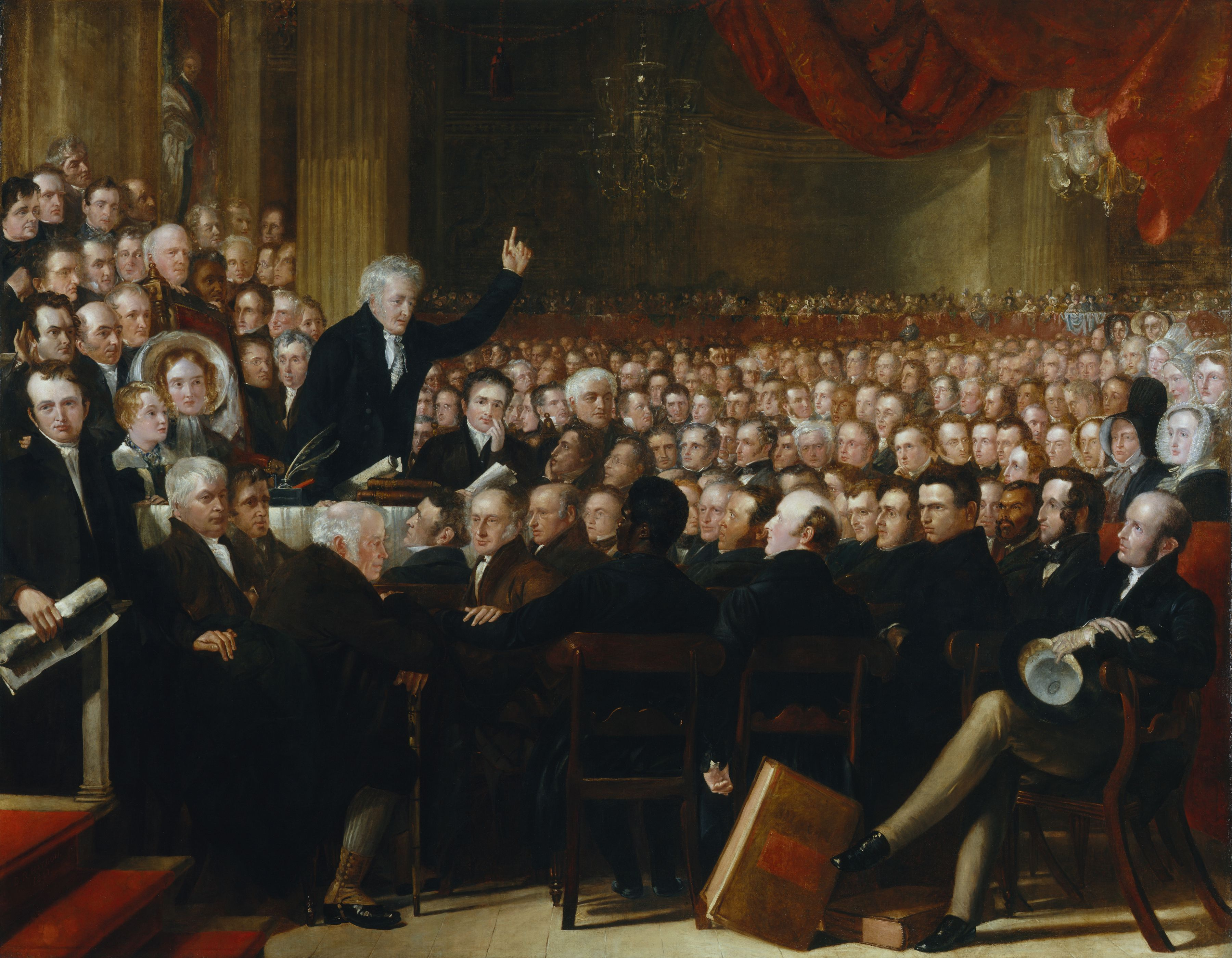
Pintura conmemorativa de la primera conferencia internacional antiesclavista del mundo (1840).

Townsend fundó la primera Sociedad de Damas Antiesclavistas en Birmingham el 8 de abril de 1825. Ella y Mary Lloyd fueron las primeras secretarias conjuntas de lo que en un principio se llamó la Sociedad de Damas para el Socorro de los Esclavos Negros. Otros miembros fundadores fueron Elizabeth Heyrick, Sophia Sturge y Sarah Wedgwood. En 1831 había más de setenta organizaciones antiesclavistas similares. La organización de Townsend se dio a conocer en América y se convirtió en un modelo para organizaciones similares en los Estados Unidos. Townsend publicó To the Law and to the Testimony en apoyo a la antiesclavitud en 1832.[2]
Mientras estaba en Birmingham comenzó una organización para ayudar a los sordomudos con Mary Lloyd. En 1836 Townsend se mudó a Thorpe en Nottinghamshire. Dejó el trabajo de secretaria honoraria, pero permaneció como miembro del comité.
El papel de las mujeres abolicionistas en Gran Bretaña era independiente. Durante muchos años, estas organizaciones antiesclavistas, que eran dirigidas por mujeres, fueron desestimadas por ser de interés marginal, pero investigaciones recientes han revelado que estos grupos tuvieron un impacto distinto y nacional.

Estoy muy ansioso de que la pintura histórica que ahora está en manos de Benjamin Haydon no se realice sin que la dama principal de la historia esté allí en justicia a la historia y a la posteridad la persona que estableció —los grupos de mujeres antiesclavistas—. Tienes tanto derecho a estar ahí como el propio Thomas Clarkson, y quizás más, su logro fue en la trata de esclavos; la tuya fue la esclavitud misma, el movimiento dominante.
Anne Knight

La organización de Townsend no estaba afiliada a ninguna organización nacional, ni tampoco era una organización asociada a la Organización Antiesclavista de Birmingham (de hombres). De hecho, mujeres como Elizabeth Heyrick, Eliza Wigham y Jane Smeal creían que la esclavitud no debía ser abolida gradualmente sino inmediatamente. La organización de Sheffield fue la primera organización antiesclavista en Gran Bretaña que propuso el fin inmediato de la esclavitud. Por el contrario, la organización de Townsend adoptó una línea más conservadora en 1839 cuando siguieron la política de la Sociedad Antiesclavista Británica y Extranjera de apoyar un movimiento más gradual.
Townsend asistió a la Convención Mundial contra la Esclavitud en 1840. Anne Knight, que también era delegada, animó a Townsend a ofrecerse como voluntaria para ser incluida en la gran pintura de todas las delegadas notables porque era «la dama principal» de la campaña antiesclavista. Knight fue incluida, pero Townsend no lo fue. No se conoce ninguna imagen de cómo era Townsend. En la convención conocería a mujeres que representaban a otras organizaciones de mujeres líderes. Eliza Wigham estaba allí representando a la Sociedad de Emancipación de Damas de Edimburgo, Mary Anne Rawson era de la Sociedad de Sheffield, Jane Smeal de Glasgow, Amelia Opie de Norwich, Elizabeth Pease Nichol de Darlington y Anne Knight de Chelmsford.
Townsend vivía en la rectoría donde su marido era el clérigo de la iglesia de San Lorenzo. Murió en Thorpe en 1847. Townsend fue sobrevivida por su marido, y hay un monumento de a ella y su marido en la iglesia.